# Zhang Ning
Zhang Ning (chin. upr. 张宁, chin. trad. 張寧, pinyin Zhāng Níng; ur. 19 maja 1975 r. w Jinzhou) – chińska badmintonistka, dwukrotna mistrzyni olimpijska, pięciokrotna medalistka mistrzostw świata. Występowała w grze pojedynczej.
Największym sukcesem jest dwukrotne olimpijskie złoto w grze pojedynczej. Tytuły najlepszej zawodniczki zdobywała podczas igrzysk olimpijskich w Atenach i Pekinie. W 2003 roku zdobyła złoty medal mistrzostw świata w Birmingham, a w następnych dwóch mistrzostwach była druga. Brązowe medale zdobyła w 2001 i 2007 roku.
Po igrzyskach olimpijskich w Pekinie postanowiła zakończyć karierę. Po tej decyzji zaczęła współpracę z narodową drużyną w celu rozwijania kobiecego badmintona. W 2008 roku poślubiła trenera drużyny Yu Yang.

## Występy na igrzyskach olimpijskich
Letnie Igrzyska Olimpijskie 2004
| Runda       | Przeciwnik          | Wynik              |
| ----------- | ------------------- | ------------------ |
| 1/16 finału | Marina Andrievskaya | W 4–11, 11–3, 11–7 |
| 1/8 finału  | Kelly Morgan        | W 11–6, 11–8       |
| Ćwierćfinał | Wang Chen           | W 9–11, 11–6, 11–7 |
| Półfinał    | Zhou Mi             | W 11–6, 11–4       |
| Finał       | Mia Audina          | W 8–11, 11–6, 11–7 |

Letnie Igrzyska Olimpijskie 2008
| Runda       | Przeciwnik             | Wynik                 |
| ----------- | ---------------------- | --------------------- |
| 1/16 finału | Salakjit Ponsana       | W 21–23, 21–17, 21–7  |
| 1/8 finału  | Jun Jae-youn           | W 21–11, 21–12        |
| Ćwierćfinał | Pi Hongyan             | W 21–8 19–21, 21–19   |
| Półfinał    | Maria Kristin Yulianti | W 21–15, 21–15        |
| Finał       | Xie Xingfang           | W 21–12, 10–21, 21–18 |